# Lago dei Caprioli
Il lago dei Caprioli è un lago artificiale del Trentino nord-occidentale. Si trova in località Fazzon, nel comune di Pellizzano a 1280 metri di quota.